# Central European String Quartet
A Central European String Quartet 2017-ben alakult magyarországi vonósnégyes.

## Tagjai
- Miranda Liu (első hegedű) 2016 óta a Concerto Budapest Szimfonikus Zenekar koncertmestere, jelenleg a Liszt Ferenc Zeneművészeti Egyetem legfiatalabb doktorandusza.
- Soós Máté (második hegedű) 13 évesen került be a Zeneakadémia Rendkívüli Tehetségek Képzőjébe Perényi Eszter osztályába. A Győrben megrendezett Wieniawski Hegedűverseny és a balassagyarmati Nemzetközi Kortárszenei Verseny győztese. 2018-ban Fischer Annie-ösztöndíjban részesült.
- Máté Győző (brácsa) a bukaresti Zeneakadémián végezte zenetanulmányait, ahol Valeriu Pitulac és Stefan Gheorghiu voltak mesterei, ugyanakkor mesterkurzusokat hallgatott Ruggiero Ricci hegedűművésznél. 1993-tól Magyar Rádió Szimfonikus Zenekarának a szólóbrácsása. Számos lemezfelvétel közreműködője, első szólólemeze 2007-ben jelent meg Szokolay Balázs zongoraművésszel.
- Szabó Judit (gordonka) 1998 és 2018 között a Keller-vonósnégyes csellistája volt, emellett nemzetközi mesterkurzusokat tartott. 2013-tól a Liszt Ferenc Zeneművészeti Egyetem Kamarazene Tanszékének tanára.

A vonósnégyes korábbi brácsása Nagao Haruka volt, aki hegedűn is játszik és a Magyar Állami Operaház zenekarának koncertmestere.

## Története
A vonósnégyes eredetileg Szabó Judit csellista doktori zárókoncertjére összeállt alkalmi formáció volt, amelyben Szabón kívül Miranda Liu, Sós Máté és Nagao Haruka vett részt. Később a tagok elhatározták, folytatják a közös muzsikálást, így alakult meg a CESQ. Az vonósnégyes korai sikere volt a részvételük a 2018-as Lengyel Zenei Fesztiválon. 2018-ban nemzetközi zeneszerzőversenyt hirdettek vonósnégyesek írására. A versenyre 75 pályamű érkezett. A győztes művet, Leonardo Mezzalira olasz zeneszerző Quartetto del pulsare e dell 'affiorare című vonósnégyesét az Óbudai Társaskör Till Ottó-termében adta elő az együttes, 2019 februárjában. 2019 végén Nagao kivált a vonósnégyesből, és helyét Máté Győző vette át. 2020-ban másodszor is meghirdették zeneszerzőversenyüket.

## Fellépések
A kvartett részt vett fellépőként a Művészetek Völgye és A Klassz a pArton fesztiválokon. A New Millennium Nemzetközi Kamarazenei Fesztivál és Mesterkurzus rezidens zenekara. A Művészetek Palotája, a Zeneakadémia, a Magyar Nemzeti Múzeum, a Magyar Rádió Márványterme, a Magyar Nemzeti Galéria, a Liszt Ferenc Emlékmúzeum, Óbudai Társaskör és a Mirabel Kastély termeiben is felléptek. Együtt játszottak Borbély László (zongora), Bartosz Koziak (cselló), Klenyán Csaba (klarinét), Illényi Katica (theremin) és Bábel Klára (hárfa) zenészekkel.

## Nemzetközi zeneszerzőverseny
A kvartett 2018-ban meghirdette első nemzetközi zeneszerzőversenyét, amelyre 75 pályamű érkezett 27 országból. 2020 januárjában hirdették meg a 2. nemzetközi zeneszerzőversenyüket.